# TT229
La tombe thébaine TT 229 est située à Cheikh Abd el-Gournah, dans la nécropole thébaine, sur la rive ouest du Nil, face à Louxor en Égypte.
C'est la sépulture d'un inconnu dont le nom a été perdu. Elle date des règnes de Thoutmôsis III et Amenhotep II (XVIIIe dynastie).